# Ubirany
Ubirany Félix do Nascimento (Rio de Janeiro, 16 de maio de 1940 — Rio de Janeiro, 11 de dezembro de 2020) foi um compositor, cantor e instrumentista brasileiro, notabilizado por ter sido um dos fundadores do bloco carnavalesco Cacique de Ramos e do grupo de samba Fundo de Quintal.
Foi o responsável por introduzir o repique de mão no mundo do samba, instrumento que ficou identificado ao Fundo de Quintal, conjunto musical que ajudou a fundar na década de 1970.
No dia 11 de dezembro de 2020, Ubirany morreu por complicações da doença causada pelo coronavírus.